# Phyllonorycter abrasella
Phyllonorycter abrasella là một loài bướm đêm thuộc họ Gracillariidae. Nó được tìm thấy ở Cộng hòa Séc và Slovakia to Pháp, Ý và Hy Lạp. There is a disjunct population in miền nam Nga.

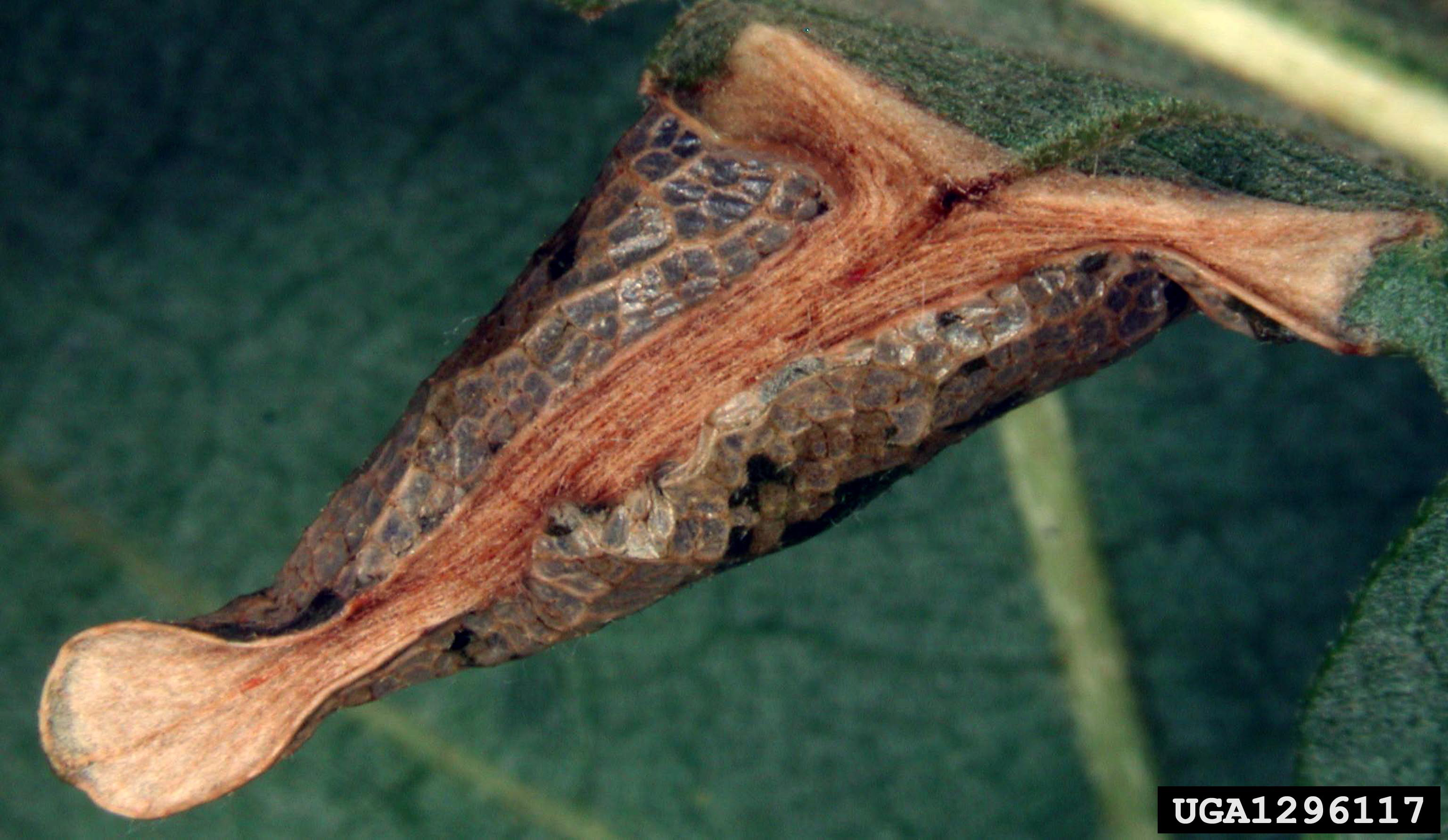
Damage

Ấu trùng ăn Quercus cerris. Chúng cuộn lá làm tổ. The mine consists of a rather small, lower-surface tentiform mine, generally in the centre of the leaf. There are fine folds in the lower epidermis, và the upperside is mottled green. The frass is deposited in a clump. The pupa is made in an oval, parchment-like cocoon that is free of frass và lies loose in the mine.